# Myrne (obwód rówieński)
Myrne (ukr. Мирне) – wieś na Ukrainie, w obwodzie rówieńskim, w rejonie rówieńskim, w hromadzie Mała Lubasza. W 2001 liczyła 1423 mieszkańców.
Do 1963 roku miejscowość nosiła nazwę Pieczałówka (ukr. Печалівка, Peczaliwka).
W okresie międzywojennym wieś znajdowała się w granicach II RP, wchodząc w skład gminy Kostopol w powiecie kostopolskim, w województwie wołyńskim.